# Молотков, Владимир Михайлович
Владимир Михайлович Молотков (1922—1943) — лейтенант Рабоче-крестьянской Красной Армии, участник Великой Отечественной войны, Герой Советского Союза (1944).

## Биография
Родился 29 июня 1922 года в Москве. После окончания средней школы работал помощником электромонтёра в Институте физических проблем АН СССР.
В августе 1941 года был призван на службу в Рабоче-крестьянскую Красную Армию. В 1942 году ускоренным курсом окончил Смоленское артиллерийское училище (эвакуированное в Ирбит). С этого же года — на фронтах Великой Отечественной войны.
К ноябрю 1943 года лейтенант Владимир Молотков командовал взводом управления батареи 849-го артиллерийского полка 294-й стрелковой дивизии 52-й армии 2-го Украинского фронта. Отличился во время освобождения Черкасс. 29 ноября 1943 года батарея под командованием Владимира Молоткова благодаря его корректировке уничтожила 5 пулемётных точек и около 30 солдат и офицеров противника. 3 декабря 1943 года с наблюдательного пункта корректировал огонь дивизиона, благодаря чему тот уничтожил 5 батарей миномётов, 4 танка и большое количество солдат и офицеров противника. В этот день получил тяжёлое ранение, от которого скончался 12 декабря 1943 года. Похоронен на Холме Славы в Черкассах.
Указом Президиума Верховного Совета СССР «О присвоении звания Героя Советского Союза генералам, офицерскому, сержантскому и рядовому составу Красной Армии» от 22 февраля 1944 года за «образцовое выполнение боевых заданий командования при форсировании реки Днепр, развитие боевых успехов на правом берегу реки и проявленные при этом отвагу и геройство» был удостоен посмертно высокого звания Героя Советского Союза. Был также награждён орденом Ленина и медалью.
Память
В его честь названы улица и школа в Черкассах, а также две школы в Москве.